# Греков, Сергей Николаевич
Серге́й Никола́евич Гре́ков (род. 3 сентября 1968, Ишимбай, Башкирская АССР, РСФСР, СССР) — российский бизнесмен и государственный деятель. Полномочный представитель Республики Башкортостан при президенте Российской Федерации — Заместитель премьер-министра Правительства Республики Башкортостан с 14 февраля по 16 сентября 2022 года.
Глава администрации городского округа город Уфа Республики Башкортостан с 15 января 2021 по 14 февраля 2022 года.

## Биография
Сергей Греков родился 3 сентября 1968 года в городе Ишимбае.
Окончил[когда?] Российский экономический университет имени Г. В. Плеханова.
В 1987—1989 годах служил в рядах СА.
С 1 июля 1993 года по 29 августа 1994 года работал инженером в АО «Нефтегазсервис».
В 1994—1999 годах был инженером в АО «Нефтегазснаб».
С 16 ноября 1999 года по 31 января 2000 года работал инженером в ООО «Фалько».
В 2000—2004 годах — ведущий инженер, генеральный директор, технический директор ООО «ГазТехРесурс».
С 22 января 2004 года по 3 октября 2005 года — советник генерального директора по материально-техническому снабжению ООО «Баштрансгаз».
В 2005—2011 годах снова работал в ООО «ГазТехРесурс». С 2005 года по 2008 год — заместитель генерального директора. С 2008 года по 2011 год — генеральный директор.
С 1 марта 2011 года по 23 марта 2014 года работал менеджером по продажам в ОАО «Ишимбайский хлебокомбинат». С 23 марта 2014 года по 13 февраля 2015 года — экономический советник ОАО «Ишимбайский хлебокомбинат».
Также в 2012—2015 годах был генеральным директором по совместительству в ООО «Инновационно-производственный центр „Пилот“». С 16 февраля 2015 года по 8 октября 2017 года — генеральный директор, с 9 октября 2017 года по 12 апреля 2019 года — руководитель проектов.
С 13 апреля 2019 года по 30 июня 2020 года — технический директор ООО «Малое инновационное предприятие „НефтеХимПром УГНТУ“».
Также в 2019—2020 годах был исполнительным директором ООО «Малая нефтяная компания „Ишимбайнефтегаз“».
С 16 декабря 2020 года исполнял обязанности Главы администрации городского округа город Уфа Республики Башкортостан.
15 января 2021 года был избран главой администрации городского округа город Уфа Республики Башкортостан.
14 февраля 2022 года Сергей Греков покинул пост мэра Уфы и перешёл на должность Полномочного представителя Республики Башкортостан при президенте Российской Федерации — Заместителя премьер-министра Правительства Республики Башкортостан.
16 сентября 2022 года Греков подал в отставку по собственному желанию.

## Личная жизнь
Женат, у пары семеро детей: четыре сына и три дочери.